# Samsung Pay
Samsung Pay is een elektronische betaaldienst van het Zuid-Koreaanse bedrijf Samsung Electronics.

Wereldwijde beschikbaarheid (stand: december 2017)

## Beschrijving
Met Samsung Pay kunnen gebruikers betalingen uitvoeren met smartphones en smartwatches van Samsung en andere compatibele smartphones. Na het toevoegen van betaalpassen kunnen deze worden gebruikt voor betalingen. De dienst ondersteunt contactloze betalingen door middel van near-field communication (NFC) evenals magneetstrips.
De dienst ging op 20 augustus 2015 van start in Zuid-Korea en werd in opvolgende jaren naar steeds meer landen uitgerold. Anno 2022 is de dienst nog niet beschikbaar in Nederland.
Samsung Pay kan in landen als Australië, Frankrijk, Italië, Taiwan, Verenigd Koninkrijk en de Verenigde Staten gebruikt worden voor onder andere het openbaar vervoer.
In augustus 2016 maakte Samsung bekend dat er wereldwijd een kleine 100 miljoen betalingen zijn gedaan via de betaaldienst.

## Compatibiliteit
De betaaldienst is onder meer compatibel met de volgende smartphones en smartwatches:
- Samsung Galaxy-serie
  - vanaf A5, vanaf C5, J5 en J7, On5 en On7
- Samsung Galaxy S6 en nieuwer
- Samsung Galaxy Z-serie
- Samsung Galaxy Note-serie
- Samsung Galaxy M42
- Samsung Gear S2, S3 en Sport
- Samsung Galaxy Watch (Active)
- Samsung Galaxy Watch 3 en 4